# Ясная Поляна (остановочный пункт)
Платформа 336 км — остановочный пункт Сахалинского региона Дальневосточной железной дороги на линии Корсаков — Ноглики. Назван по расстоянию от Корсакова.

## Деятельность
По состоянию на июль 2012 года на платформе останавливается летний пригородный поезд сообщением Поронайск — Победино, состоящий из тепловоза ТГ16 и четырёх сидячих вагонов. Пассажирские поезда дальнего следования на платформе не останавливаются.